# Josep Joan Conill Ripollès
Josep Joan Conill Ripollès (Castelló de la Plana, 1961) és un escriptor valencià i sociòleg del llenguatge. Ha cultivat la poesia, l'assaig i l'aforisme.
Com a sociòleg del llenguatge ha manifestat reiteradament la seva radical discrepància amb la institucionalització de la disciplina, tal com ha cristal·litzat als Països Catalans en un estret maridatge entre quantofrènia i dialectologia social. La seva obra, per contra, s'insereix en el corrent més crític de la sociolingüística del conflicte, inaugurat per Lluís V. Aracil, que reformula mitjançant el recurs a la teoria de catàstrofes i les aportacions teòriques de Niklas Luhmann, entre d'altres. Les seves principals aportacions s'han produït sobretot en tres camps: l'estudi i exegesi de l'obra araciliana, la construcció de models teòrics susceptibles de donar compte de la situació minoritzada i el disseny de polítiques lingüístiques democràtiques de caràcter autogestionari, destinades a respondre als reptes posats per la creixent complexitat glotològica de les societats postindustrials.
S'ha ocupat també de la crítica situacionista del «castellonerisme», en articles escrits sovint amb Anna Salomé.
Ha publicat articles en revistes com L'Espill, Treballs de Sociolingüística Catalana, Noves SL, Caplletra i Boletim da Academia Galega da Língua Portuguesa.
La seva obra ha estat traduïda al portuguès i al castellà.

## Obres[2]

### Assaig de temàtica sociolingüística
- (2004) Coeditor amb Ângelo Cristóvão del llibre de Lluís V. Aracil Do Latim às Linguas Nacionais: Introdução à História Social das Linguas Europeias. Santiago de Compostel·la: Associação de Amizade Galiza-Portugal. El text editat es complementa amb un llarg apèndix (p. 141 -215), integrat per l'assaig «Dizer o sentido: Una aproximaçao à sociologia de Lluís V. Aracil», a més d'una completa bibliografia general de la producció araciliana.
- (2007) Del conflicte lingüístic a l'autogestió. Materials per a una sociolingüística de la complexitat. Barcelona: Institut d'Estudis Catalans.
- Ha col·laborat amb Raquel Casesnoves, Eva Codó i Joan Pujolar en l'elaboració del volum Sociolingüística, coordinat per Maite Puigdevall i publicat com a recurs electrònic per la Universitat Oberta de Catalunya (UOC, codi mòdul PID_00184482).
- (2012) Entre Calimero i Superman: Una política lingüística per al català. Barcelona: El Tangram.

### Assaig de crítica cultural
- (2008) Submarins de butxaca: Impertinències sobre la societat, el llenguatge i els déus. Lleida: Pagès.
- (2015) Sic transit gloria, mindundi. Tavernes Blanques: In Púribus.
- (2024) Estelles sota les ungles. Catarroja: Afers.

### Edicions literàries
- (2012) Maximià Alloza, Obra valenciana completa, vol I. Edició i estudi introductori a cura de Josep J. Conill. Castelló de la Plana: Ajuntament de Castelló.
- (2014) Maximià Alloza, Obra valenciana completa, vol II. Castelló de la Plana: Ajuntament de Castelló.

### Poesia
- (2002) Despossessió. Lleida: Pagès.
- (2011) La nit en blanc. València: Denes.
- (2016) Signes antipersona. Tavernes Blanques: In Púribus.